# DDR-Fußballmeisterschaft der Junioren 1957
Die DDR-Fußballmeisterschaft der Junioren 1957 war die 8. Auflage dieses Wettbewerbes, der vom Jugendausschuß der Sektion Fußball (DDR) durchgeführt wurde. Der Wettbewerb begann am 7. Juli 1957 mit der Ausscheidungsrunde und endete am 21. Juli 1957 mit dem Titelgewinn vom SC Motor Jena nach einem 1:0 im Finale gegen den SC Lokomotive Leipzig. Das Finalturnier fand im Rahmen des Turn- und Sporttreffens der Jugend in Leipzig statt.

## Teilnehmende Mannschaften
An der DDR-Fußballmeisterschaft der Junioren (A-Jugend) für die Altersklasse (AK) 16–18 nahmen die Bezirksmeister der 14 Bezirke auf dem Gebiet der DDR sowie der Meister aus Ost-Berlin teil. Spielberechtigt waren Spieler bis zum 18. Lebensjahr (Stichtag: 1. September 1938).
Folgende Mannschaften qualifizierten sich für die DDR-Fußballmeisterschaft der Junioren:
| - Bezirk Rostock nicht bekannt - Bezirk Schwerin BSG Einheit Gadebusch - Bezirk Neubrandenburg BSG Turbine Neubrandenburg - Bezirk Potsdam BSG Rotation Babelsberg - Ost-Berlin SG Grünau BSG Einheit Weißensee (Vizemeister) | - Bezirk Frankfurt (Oder) nicht bekannt - Bezirk Magdeburg BSG Einheit Burg - Bezirk Halle SC Wissenschaft Halle - Bezirk Leipzig SC Lokomotive Leipzig - Bezirk Cottbus nicht bekannt | - Bezirk Dresden BSG Lokomotive Pirna - Bezirk Karl-Marx-Stadt HSG Wissenschaft Freiberg - Bezirk Erfurt BSG Motor Nordhausen-West - Bezirk Gera SC Motor Jena - Bezirk Suhl BSG Motor Steinach |

## Ausscheidungsrunde

### Modus
In der Ausscheidungsrunde wurde im K.-o.-System gespielt und die acht Teilnehmer für das Finalturnier ermittelt.

### Spiele
| Datum       |                           | Ergebnis |                                 |
| ----------- | ------------------------- | -------- | ------------------------------- |
| So 07. Juli | BSG Lokomotive Pirna      | :        | HSG Wissenschaft Freiberg       |
| So 07. Juli | BSG Motor Nordhausen-West | :        | BSG Motor Steinach              |
| So 07. Juli | SC Wissenschaft Halle     | :        | SC Lokomotive Leipzig           |
| So 07. Juli | Bezirksmeister Cottbus    | :        | BSG Rotation Babelsberg         |
| So 07. Juli | Bezirksmeister Rostock    | :        | BSG Turbine Neubrandenburg      |
| So 07. Juli | BSG Einheit Weißensee     | :        | Bezirksmeister Frankfurt (Oder) |
| So 07. Juli | BSG Einheit Burg          | :        | BSG Einheit Gadebusch           |
| Freilos:    | SC Motor Jena             |          |                                 |

## Finalturnier
Das Finalturnier wurde vom 19. bis 21. Juli auf mehreren Plätzen im Georg-Schwarz-Sportpark in Leipzig-Leutzsch ausgetragen.

### Modus
Die Vorrunde bestand aus zwei Staffeln mit je vier Mannschaften, wo nach dem Modus „Jeder gegen Jeden“ in einer einfachen Runde die Teilnehmer für das Finale und den Platzierungsspielen ausgespielt wurden.

### Vorrunde

#### Staffel I
Spiele
| Datum                 |                           | Ergebnis |                           |
| --------------------- | ------------------------- | -------- | ------------------------- |
| Fr .19.07., 09:00 Uhr | BSG Motor Nordhausen-West | 0:1      | BSG Einheit Weißensee     |
| Fr .19.07., 09:00 Uhr | BSG Rotation Babelsberg   | 1:2      | SC Lokomotive Leipzig     |
| Fr .19.07., 15:00 Uhr | BSG Einheit Weißensee     | 0:0      | SC Lokomotive Leipzig     |
| Fr .19.07., 15:00 Uhr | BSG Motor Nordhausen-West | 1:0      | BSG Rotation Babelsberg   |
| Sa 20.07., 09:00 Uhr  | BSG Rotation Babelsberg   | 1:0      | BSG Einheit Weißensee     |
| Sa 20.07., 09:00 Uhr  | SC Lokomotive Leipzig     | 1:0      | BSG Motor Nordhausen-West |

Abschlusstabelle
| Pl. | Mannschaft                    | Sp. | S | U | N | Tore    | Diff. | Punkte |
| --- | ----------------------------- | --- | - | - | - | ------- | ----- | ------ |
| 1.  | SC Lokomotive Leipzig         | 3   | 2 | 1 | 0 | 003:100 | +2    | 05:10  |
| 2.  | BSG Einheit Weißensee         | 3   | 1 | 1 | 1 | 001:100 | ±0    | 03:30  |
| 3.  | BSG Motor Nordhausen-West (1) | 3   | 1 | 0 | 2 | 001:200 | −1    | 02:40  |
| 4.  | BSG Rotation Babelsberg (1)   | 3   | 1 | 0 | 2 | 002:300 | −1    | 02:40  |

#### Staffel II
Spiele
| Datum                 |                            | Ergebnis |                            |
| --------------------- | -------------------------- | -------- | -------------------------- |
| Fr .19.07., 10:10 Uhr | BSG Turbine Neubrandenburg | 0:3      | SC Motor Jena              |
| Fr .19.07., 10:10 Uhr | BSG Einheit Burg           | 1:0      | HSG Wissenschaft Freiberg  |
| Fr .19.07., 16:10 Uhr | SC Motor Jena              | 2:0      | HSG Wissenschaft Freiberg  |
| Fr .19.07., 16:10 Uhr | BSG Turbine Neubrandenburg | 0:2      | BSG Einheit Burg           |
| Sa 20.07., 10:10 Uhr  | BSG Einheit Burg           | 1:4      | SC Motor Jena              |
| Sa 20.07., 10:10 Uhr  | HSG Wissenschaft Freiberg  | 4:0      | BSG Turbine Neubrandenburg |

Abschlusstabelle
| Pl. | Mannschaft                 | Sp. | S | U | N | Tore    | Diff. | Punkte |
| --- | -------------------------- | --- | - | - | - | ------- | ----- | ------ |
| 1.  | SC Motor Jena              | 3   | 3 | 0 | 0 | 009:100 | +8    | 06:0   |
| 2.  | BSG Einheit Burg           | 3   | 2 | 0 | 1 | 004:400 | ±0    | 04:20  |
| 3.  | HSG Wissenschaft Freiberg  | 3   | 1 | 0 | 2 | 004:300 | +1    | 02:40  |
| 4.  | BSG Turbine Neubrandenburg | 3   | 0 | 0 | 3 | 000:900 | −9    | 0:60   |

### Platzierungsspiele

#### Spiel um Platz 7
| Datum                |                         | Ergebnis  |                            |
| -------------------- | ----------------------- | --------- | -------------------------- |
| Sa 20.07., 15:00 Uhr | BSG Rotation Babelsberg | 2:0 n. V. | BSG Turbine Neubrandenburg |

#### Spiel um Platz 5
| Datum                |                           | Ergebnis |                           |
| -------------------- | ------------------------- | -------- | ------------------------- |
| Sa 20.07., 16:10 Uhr | BSG Motor Nordhausen-West | 1:2      | HSG Wissenschaft Freiberg |

#### Spiel um Platz 3
| Datum                |                       | Ergebnis |                  |
| -------------------- | --------------------- | -------- | ---------------- |
| Sa 20.07., 16:10 Uhr | BSG Einheit Weißensee | 0:2      | BSG Einheit Burg |

#### Finale
| Paarung               | SC Lokomotive Leipzig – SC Motor Jena |
| Ergebnis              | 0:1 (0:1) |
| Datum                 | Sonntag, 21. Juli 1957 um 10.00 Uhr |
| Stadion               | Georg-Schwarz-Sportpark, Leipzig-Leutzsch |
| Zuschauer             | 1.000 |
| Schiedsrichter        | Hans Haack (Karl-Marx-Stadt) |
| Tore                  | 0:1 Graupe (2.) |
| SC Lokomotive Leipzig | Horst Weigang – Bischoff, Dieter Scherbarth, Siegmar Kabisch – Helmut Schüler, Klaus Fraundorf – Werner Scholz, Wylezik, Werner Gase, Wolf-Dieter Dittert, Klaus Kiewel (Ernst Reinert) Cheftrainer: Armin Werner |
| SC Motor Jena         | Krellmann – Röser, Münnich, Bergner – Heinz Marx, Peter Harthaus – Schmidt, Dieter Lange, Hesselbarth, Hans Graupe, Dieter Leger Cheftrainer: Heinz Sänger                                                        |